# Necydalis ulmi
Necydalis ulmi или брестов стршљенац је инсект из реда тврдокрилаца (Coleoptera) и фамилије стрижибуба (Cerambycidae). Сврстан је у потпородицу Necydalinae.

## Распрострањење и станиште
Врста је распрострањена на подручју средње и јужне Европе и на Кавказу. Насељава старе и добро очуване листопадне шуме.

## Опис
Ова стрижибуба је дугачка 21—32 mm. Издуженог је тела, глава и пронотум су црни. Покрилца (елитрони) су веома скраћена, црвенкастосмеђа. Задње тибије су углавном жуте, са тамнијим врховима.

## Биологија
Комплетан циклус развића одвија се у периоду од 3 до 4 године. Ларве ове врсте се развијају у шупљинама живих стабала које настају активностима две врсте гљива Inonotus cuticularis и Inonotus obliquus. Управо присуство тих гљива на стаблу може бити добар показатељ и присуства врсте Necydalis ulmi. Као домаћини јавља се листопадно дрвеће из различитих родова: Quercus, Ulmus, Carpinus, Celtis, Tilia, а такође треба споменути и Fraxinus, Populus, Salix и Juglans. Одрасле јединке се могу видети током јуна, јула и августа.